# Georges Bon
Georges Gabriel Bon, né le 14 juillet 1886 à Boulogne-sur-Mer et mort le 18 décembre 1949 à Forcalquier, est un footballeur français évoluant au poste de milieu de terrain. 
Après la première guerre mondiale, il a exercé la profession de douanier à Dieppe (Seine-Maritime).

## Palmarès
- 1 sélection en équipe de France A : le 21 avril 1907 contre la Belgique.